# 필담
필담(筆談)이란 음성언어가 아닌 문자언어로 대화를 주고 받는 행위를 말한다.
주변 분위기가 침묵을 요하는 경우, 수화를 모르는 사람이 청각장애인과 의사소통을 할 때, 서로 말이 통하지 않는 사람끼리 공유하는 공통의 문어(한자-한문, 라틴 문자, 키릴 문자 등)가 존재할 때 사용된다. 특히 동아시아에서는 한자와 한문이 공통문어의 역할을 했기에, 역관이 없는 경우, 필담으로 많은 대화가 이루어졌으며, 현대에는 거의 모든 국가에서 영어를 가르치기 때문에 반드시 필요한 의사표시의 경우, 영어회화나 듣기가 어렵더라도 필담으로 의사를 표시할 수 있는 장점이 있다. 

## 한자 문화권에서의 필담
중국에서 만난 조선 사신과 안남(베트남)사신은 필담으로 의사소통을 했으며, 일본에 간 조선통신사도 필담으로서 일본지식인들과 소통을 하였다. 현대에도 이들 국가사람들은 상대방의 외국어에 익숙치 않을 때, 필담이란 방법을 사용하기도 한다.

### 현대한자 필담의 문제점
- 한국,중국,일본에서 사용되고 있는 한자의 글꼴이 모두 달라(한국: 정체,중국: 간체,일본: 약체) 자국에서 쓰이는 한자지식만 갖고는 의사소통이 불충분할 가능성이 있다. (특히, 중국의 간체의 경우는 간략화가 현저하므로, 중국인들이 정체(또는 번체)를 못 읽는 경우가 많으며, 한국인이나 일본인도 간체해독에 어려움을 겪을 가능성이 높다)
- 각기 자국에서만 쓰이는 고유한자는 통하지 않을 가능성이 높다.
- 똑같은 한자라도 나라에 따라 의미가 전혀 다른 경우가 많다. 예를 들어 생각하다라는 뜻의 념(念)은 중국에서는 책을 읽다라는 뜻이고, 달리다라는 뜻의 주(走)는 중국어로 걷다란 뜻이다. 낱개 글자뿐아니라 단어가 되면 한층 차이가 벌어지는데, 고맙다라는 뜻의 일본어 아리가토를 한자표기한 有難은 중국어로는 유감스럽다라는 뜻이 된다.

이는 한국과 일본이 고대한어에서 유래된 한자뜻을 대부분 그대로 보존해온 반면, 중국의 한자어와 음은 시대에 따라 계속 변화하였기 때문에 발생하는 현상이다.
- 과거의 필담은 고대한어-한문을 기반으로 하나, 현재의 필담은 각기 자국어의 어휘를 기반으로 하기 때문에, 과거에 비해 통용성이 현격히 떨어진다.
- 조선민주주의인민공화국에서 한자가 전혀 사용되지 않으며, 대한민국에서는 한글전용정책으로 한자가 한글의 보조문자 지위에 있기 때문에 다른 두 나라에 비해 한자구사자가 소수이다.
- 현대 베트남인에게는 통하지 않는다.

## 같이 보기
- 한문